# Семьюн Емин
Семьюн Емин (Семён) — новгородский тысяцкий в 1219 г.

## Тысяцкий
Семьюн Емин известен только участием в некоторых событиях 1219 г. и недолгим пребыванием в тысяцких. Он предпринял зимой 1219 г. поход с четырёхсотной дружиной на Тоймокары, но Юрий и Ярослав Всеволодовичи не захотели пропустить через свои земли. После этого Семьюн подошёл к Новгороду на лодьях и поставил на полях шатры, как пишет летописец, на зло. Продолжавшийся в это время мятеж против князя Святослава Мстиславича, вынудил князя произвести замену в руководстве Новгорода: он поменял посадника Твердислава на Семёна Борисовича, а тысяцкого Якуна на Семьюна Емина. Однако в том же 1219 г. отнятые должности вернулись обратно к Твердиславу и Якуну.